# Xã Madison, Quận Butler, Iowa
Xã Madison (tiếng Anh: Madison Township) là một xã thuộc quận Butler, tiểu bang Iowa, Hoa Kỳ. Năm 2010, dân số của xã này là 276 người.